# Старченков, Владимир
Влади́мир Ста́рченков (6 декабря 1982, Молдавская ССР) — молдавский дзюдоист и самбист тяжёлой весовой категории, выступал за сборную Молдавии в период 2002—2010 годов. Чемпион Молдавии по дзюдо и самбо, участник чемпионатов Европы и мира, победитель и призёр многих турниров международного значения. В 2011—2012 годах дрался на турнирах по ММА, известен по выступлению в крупном американском промоушене Bellator MMA.

## Биография
Владимир Старченков родился 6 декабря 1982 года в Молдавской ССР.

### Любительская карьера
Активно выступать на различных соревнованиях по дзюдо и самбо начал с 2001 года. Уже в 2002 году попал в основной состав молдавской национальной сборной и побывал на чемпионате Европы в словенском Мариборе, где сумел дойти до стадии 1/16 финала. В 2003 году стал чемпионом Молдавии по дзюдо в тяжёлой весовой категории, одержал победу на открытом чемпионате Шотландии в Эдинбурге, выиграл серебряную медаль на международном турнире в Хельсинки и дебютировал в зачёте Кубка мира: на этапах в Таллине и Будапеште занял седьмое место, тогда как на этапе в Варшаве был лишь девятым, уступив россиянину Дмитрию Кабанову. Помимо этого, выступил на чемпионате Европы в Дюссельдорфе и на чемпионате мира в Осаке, тем не менее, на этих турнирах выбыл из борьбы за медали уже после первых же своих поединков.
В 2004 году Старченков завоевал бронзовую медаль на международном турнире по дзюдо в Финляндии, выступил на этапах Кубка мира в Варшаве, Праге и Будапеште, а также принял участие в Суперкубке мира в Москве. В следующем сезоне отметился лишь выступлением на этапе мирового кубка в Варшаве. На чемпионате Молдавии по дзюдо 2006 года был вторым, проиграв в финале Виталию Чебану, и не попал в основной состав молдавской национальной сборной. В 2008 году выиграл бронзовую и золотую медали на открытом чемпионате США в Колорадо-Спрингс — в тяжёлой и абсолютной весовых категориях соответственно.
Начиная с этого времени Владимир Старченков поселился в Канаде, хотя выступать на соревнованиях при этом не прекратил. Так, в 2009 году он представлял Молдавию на чемпионате Европы в Тбилиси, где на стадии 1/8 финала проиграл титулованному немцу Андреасу Тёльцеру. Последний раз боролся на международной арене в сезоне 2010 года, когда побывал на европейском первенстве в Вене и в 1/16 финала потерпел поражение от испанца Анхеля Парра.
Имеет достижения и в самбо, в частности в 2007 году становился чемпионом Молдавии в этой дисциплине.

### Профессиональная карьера
Проживая в городе Лаваль, провинция Квебек, в 2011 году Старченков решил попробовать себя в ММА и присоединился к бойцовской команде выходцев из России Sherbatov Team. В октябре того же года дебютировал на профессиональном уровне в промоушене Ringside MMA и победил своего первого соперника техническим нокаутом в первом раунде. Спустя несколько месяцев провёл ещё один успешный бой, на сей раз одержал победу болевым приёмом.
Благодаря череде удачных выступлений привлёк к себе внимание крупной американской организации Bellator MMA и на одном из её турниров встретился с небитым российским самбистом Виталием Минаковым, будущим чемпионом организации. Во втором раунде их противостояния Минаков обрушил на Старченкова град ударов, и рефери вынужден был остановить поединок, зафиксировав технический нокаут.